# Дмитренки (Мачухівська сільська громада)
Дмитре́нки — село в Україні, у Мачухівській сільській громаді Полтавського району Полтавської області. Населення становить 374 осіб. До 2020 орган місцевого самоврядування — Полузірська сільська рада.

## Географія
Село Дмитренки знаходиться на лівому березі річки Полузір'я, вище за течією на відстані 3 км розташоване село Твердохліби, нижче за течією на відстані 0,5 км розташоване село Бридуни, на протилежному березі - село Грекопавлівка. Примикає до села Полузір'я. Річка в цьому місці звивиста, утворює лимани, стариці та заболочені озера.

## Історія
Вперше згадується в 1554 році.
На 1912 рік на хуторі Дмитренки Площанської волості Полтавського повіту проживав 121 мешканець (60 чоловіків, 61 жінка).
12 червня 2020 року, відповідно до розпорядження Кабінету Міністрів України № 721-р «Про визначення адміністративних центрів та затвердження територій територіальних громад Полтавської області», село увійшло до складу Мачухівської сільської громади.
19 липня 2020 року, в результаті адміністративно - територіальної реформи та ліквідації  Новосанжарського району, село увійшло до складу новоутвореного Полтавського району.

## Економіка
В селі знаходяться тракторна бригада, гараж, зерносклади, птахоферма, що належать ПАФ «Полузірська».

## Пам'ятки
Неподалік села розташований загальнозоологічний заказник місцевого значення «Сьомківщина».